# العصر السيلوري
السيلوري (باللاتينية: Silurian)، وهو ثالث العصور الستة من حقبة الحياة القديمة ودهر البشائر، امتد من 443.1  ± 0.9 إلى 419.62  ± 1.36 مليون سنة مضت، لمدة 23.48 مليون سنة تقريبا. يسبقه الأوردوفيشي، ويليه الديفوني.
والسيلوري أقصر عصور حقبة الحياة القديمة. وكما هو الحال مع العصور الجيولوجية الأخرى، فإنه يتم تحديد طبقات الصخور التي تحدد بداية العصر ونهايته بشكل جيد، ولكن التواريخ الدقيقة ليست مؤكدة بعدة ملايين من السنين. تم تحديد قاعدة السيلوري بسلسلة من أحداث الانقراضات الكبرى للأوردوفيشي-السيلوري عندما تم خلالها القضاء على 60% من الأنواع البحرية.
يعتقد العلماء بأن هذا العصر قد شكل فترة مهمة من ناحية التطور في الكائنات البحرية وذلك في تنوع الأسماك الفكية والأسماك العظمية. وبدأت حياة متعددات الخلايا أيضا في الظهور على الأرض في أشكال صغيرة، نمت النباتات الشبيهة بالنباتات الطحلبية والنباتات الوعائية بجانب البحيرات والجداول والسواحل، وتواجدت على اليابسة خلال السيلوري ولأول مرة مفصليات الأرجل الأرضية. ومع ذلك، فإن الحياة الأرضية لم تتنوع بشكل كبير حتى حلول عصر الديفوني.

## تاريخ
تم تعريف نظام السيلوري لأول مرة من قبل الجيولوجي البريطاني رودريك مورشيسون، الذي كان يفحص الطبقات الرسوبية الحاملة للأحافير في جنوب ويلز، في أوائل عقد 1830. وقد سماها نسبة سيليورس من سلالة قبيلة كلت الويلزية، وقد استوحى هذه الفكرة من صديقه آدم سيدجويك، الذي سمى العصر الذي كان يدرسه بالكامبري نسبة إلى الاسم اللاتيني لويلز. ولا تشير هذا التسمية إلى أي ارتباط بين ظهور صخور السيلوري والأرض التي كان يسكنها قبيلة السيليورس (قارن بين الخريطتين:الخريطة الجيولوجية لويلز، خريطة قبائل ويلز قبل الرومانية). وفي عام 1835 قدم الرجلان ورقة مشتركة، تحت عنوان «على أنظمة السيلوري والكامبري، تعرض الترتيب الذي تكون فيه الطبقات الرسوبية القديمة تعاقب مع بعضها البعض في إنجلترا وويلز»، وكانت بذرة مقياس الزمن الجيولوجي الحديث. وعندما تم تعريفها لأول مرة، وتم تتبعها بشكل أبعد أصبحت نسائق «السيلوري» بدأت تتداخل بشكل سريع مع نسائق «الكامبري» لسيدجويك، مما أثار خلافات أدت إلى إنهاء الصداقة بينهما. ثم قام تشارلز لابورث بحل هذا النزاع من خلال تحديد نظام الأوردوفيشي الجديد ومن ضمنها الطبقات المتنازع عليها. كان الاسم القديم المقترح للسيلوري هو «الجوتلاندي» (Gotlandian) نسبة إلى طبقة جزيرة جوتلاند المطلة على بحر البلطيق.
بناءً على عمل رودريك مورشيسون، فقد استخدم الجيولوجي الفرنسي يواكيم باراند مصطلح السيلوري بمعنى أكثر شمولية مما كان مبرراً بالمعرفة التالية. وقسم الصخور السيلورية في بوهيميا إلى ثمانية مراحل. في عام 1854 تم استجواب تفسيره من قبل إدوارد فوربس [الإنجليزية]، وتبين منذ ذلك الحين أن المراحل اللاحقة (H،F،G) لباراند من الديفوني. رغم هذه التعديلات في المجموعات الأصلية للطبقات، فقد كان معروفا أن باراند أسس بوهيميا كأرض كلاسيكية لدراسة الأحافير المبكرة.

## الأقسام الفرعية
ينقسم السيلوري إلى أربع فترات أو نسائق، رغم أن بعض المؤلفين قاموا بتقسيمه إلى ثلاثة (السيلوري الأعلى، والأوسط والسفلي). وتمت مراجعة بيانات التقسيم الفرعي من قبل اللجنة الدولية للطبقات (ICS) في عام 2012.
| العصر       | الفترة     | المرحلة    | أهم الأحداث | البداية (م.س.مضت) |
| ----------- | ---------- | ---------- | --- | ----------------- |
| الديفوني    | المبكر     | اللوكوفي   | أحدث | أحدث              |
| السيلوري    | البريدولي  | البريدولي  | - أحداث جيولوجية: زادت سماكة طبقة الأوزون. بداية تكون الجبال الكاليدونية (تصادم بين لورنشيا وبالطيقيا وأحد الأراضي الصغيرة من غندوانا سابقًا) لتشكل التلال في إنجلترا، وايرلندا، وويلز، واسكتلندا وسلسلة الجبال الإسكندنافية. كما استمر تكون الجبال الأكادينية حتى العصر الديفوني (وبالتالي تشكلت أوراسيا). تناقص تدريجي في حركة تكون جبال تاكون. انتهاء الفترة الجليدية في وقت متأخر من هذا العصرة بعد أن بدأت في أواخر العصر الأوردوفيشي. تناقص تدريجي في تكون جبال لاكلان في القارة الاسترالية. - أحداث حيوية : ظهور النباتات الوعائية ومفصليات الأرجل الأرضية: كثيرات الأرجل، وسداسيات الأرجل (بما في ذلك الحشرات)، والعناكب. أنتشار سريع لعريضات الأجنحة. أستمرار رأسيات الأرجل في الازدهار. أنشار الأسماك الفكية الحقيقية في البحار، جنبًا إلى جنب مع قوقعيات الأدمة. أنتشار كثير لكل من المرجان الصفائحي والمتعرج، وعضديات الأرجل (خمسيات الورك، المخطميات، إلخ)، والكيسانيات وزنابق البحر. تنوع ثلاثيات الفصوص والرخويات؛ أما الجرابتوليت فلم كن متنوعة بنفس القدر. ثلاثة انقراضات طفيفة. انقراض بعض شوكيات الجلد. | 422.7 ± 1.6       |
| السيلوري    | اللودلو    | اللودفوردي | - أحداث جيولوجية: زادت سماكة طبقة الأوزون. بداية تكون الجبال الكاليدونية (تصادم بين لورنشيا وبالطيقيا وأحد الأراضي الصغيرة من غندوانا سابقًا) لتشكل التلال في إنجلترا، وايرلندا، وويلز، واسكتلندا وسلسلة الجبال الإسكندنافية. كما استمر تكون الجبال الأكادينية حتى العصر الديفوني (وبالتالي تشكلت أوراسيا). تناقص تدريجي في حركة تكون جبال تاكون. انتهاء الفترة الجليدية في وقت متأخر من هذا العصرة بعد أن بدأت في أواخر العصر الأوردوفيشي. تناقص تدريجي في تكون جبال لاكلان في القارة الاسترالية. - أحداث حيوية : ظهور النباتات الوعائية ومفصليات الأرجل الأرضية: كثيرات الأرجل، وسداسيات الأرجل (بما في ذلك الحشرات)، والعناكب. أنتشار سريع لعريضات الأجنحة. أستمرار رأسيات الأرجل في الازدهار. أنشار الأسماك الفكية الحقيقية في البحار، جنبًا إلى جنب مع قوقعيات الأدمة. أنتشار كثير لكل من المرجان الصفائحي والمتعرج، وعضديات الأرجل (خمسيات الورك، المخطميات، إلخ)، والكيسانيات وزنابق البحر. تنوع ثلاثيات الفصوص والرخويات؛ أما الجرابتوليت فلم كن متنوعة بنفس القدر. ثلاثة انقراضات طفيفة. انقراض بعض شوكيات الجلد. | 425 ± 1.5         |
| السيلوري    | اللودلو    | الغورستي   | - أحداث جيولوجية: زادت سماكة طبقة الأوزون. بداية تكون الجبال الكاليدونية (تصادم بين لورنشيا وبالطيقيا وأحد الأراضي الصغيرة من غندوانا سابقًا) لتشكل التلال في إنجلترا، وايرلندا، وويلز، واسكتلندا وسلسلة الجبال الإسكندنافية. كما استمر تكون الجبال الأكادينية حتى العصر الديفوني (وبالتالي تشكلت أوراسيا). تناقص تدريجي في حركة تكون جبال تاكون. انتهاء الفترة الجليدية في وقت متأخر من هذا العصرة بعد أن بدأت في أواخر العصر الأوردوفيشي. تناقص تدريجي في تكون جبال لاكلان في القارة الاسترالية. - أحداث حيوية : ظهور النباتات الوعائية ومفصليات الأرجل الأرضية: كثيرات الأرجل، وسداسيات الأرجل (بما في ذلك الحشرات)، والعناكب. أنتشار سريع لعريضات الأجنحة. أستمرار رأسيات الأرجل في الازدهار. أنشار الأسماك الفكية الحقيقية في البحار، جنبًا إلى جنب مع قوقعيات الأدمة. أنتشار كثير لكل من المرجان الصفائحي والمتعرج، وعضديات الأرجل (خمسيات الورك، المخطميات، إلخ)، والكيسانيات وزنابق البحر. تنوع ثلاثيات الفصوص والرخويات؛ أما الجرابتوليت فلم كن متنوعة بنفس القدر. ثلاثة انقراضات طفيفة. انقراض بعض شوكيات الجلد. | 426.7 ± 1.5       |
| السيلوري    | الوينلوك   | الهوميري   | - أحداث جيولوجية: زادت سماكة طبقة الأوزون. بداية تكون الجبال الكاليدونية (تصادم بين لورنشيا وبالطيقيا وأحد الأراضي الصغيرة من غندوانا سابقًا) لتشكل التلال في إنجلترا، وايرلندا، وويلز، واسكتلندا وسلسلة الجبال الإسكندنافية. كما استمر تكون الجبال الأكادينية حتى العصر الديفوني (وبالتالي تشكلت أوراسيا). تناقص تدريجي في حركة تكون جبال تاكون. انتهاء الفترة الجليدية في وقت متأخر من هذا العصرة بعد أن بدأت في أواخر العصر الأوردوفيشي. تناقص تدريجي في تكون جبال لاكلان في القارة الاسترالية. - أحداث حيوية : ظهور النباتات الوعائية ومفصليات الأرجل الأرضية: كثيرات الأرجل، وسداسيات الأرجل (بما في ذلك الحشرات)، والعناكب. أنتشار سريع لعريضات الأجنحة. أستمرار رأسيات الأرجل في الازدهار. أنشار الأسماك الفكية الحقيقية في البحار، جنبًا إلى جنب مع قوقعيات الأدمة. أنتشار كثير لكل من المرجان الصفائحي والمتعرج، وعضديات الأرجل (خمسيات الورك، المخطميات، إلخ)، والكيسانيات وزنابق البحر. تنوع ثلاثيات الفصوص والرخويات؛ أما الجرابتوليت فلم كن متنوعة بنفس القدر. ثلاثة انقراضات طفيفة. انقراض بعض شوكيات الجلد. | 430.6 ± 1.3       |
| السيلوري    | الوينلوك   | الشينوودي  | - أحداث جيولوجية: زادت سماكة طبقة الأوزون. بداية تكون الجبال الكاليدونية (تصادم بين لورنشيا وبالطيقيا وأحد الأراضي الصغيرة من غندوانا سابقًا) لتشكل التلال في إنجلترا، وايرلندا، وويلز، واسكتلندا وسلسلة الجبال الإسكندنافية. كما استمر تكون الجبال الأكادينية حتى العصر الديفوني (وبالتالي تشكلت أوراسيا). تناقص تدريجي في حركة تكون جبال تاكون. انتهاء الفترة الجليدية في وقت متأخر من هذا العصرة بعد أن بدأت في أواخر العصر الأوردوفيشي. تناقص تدريجي في تكون جبال لاكلان في القارة الاسترالية. - أحداث حيوية : ظهور النباتات الوعائية ومفصليات الأرجل الأرضية: كثيرات الأرجل، وسداسيات الأرجل (بما في ذلك الحشرات)، والعناكب. أنتشار سريع لعريضات الأجنحة. أستمرار رأسيات الأرجل في الازدهار. أنشار الأسماك الفكية الحقيقية في البحار، جنبًا إلى جنب مع قوقعيات الأدمة. أنتشار كثير لكل من المرجان الصفائحي والمتعرج، وعضديات الأرجل (خمسيات الورك، المخطميات، إلخ)، والكيسانيات وزنابق البحر. تنوع ثلاثيات الفصوص والرخويات؛ أما الجرابتوليت فلم كن متنوعة بنفس القدر. ثلاثة انقراضات طفيفة. انقراض بعض شوكيات الجلد. | 432.9 ± 1.2       |
| السيلوري    | اللاندوفري | التليشي    | - أحداث جيولوجية: زادت سماكة طبقة الأوزون. بداية تكون الجبال الكاليدونية (تصادم بين لورنشيا وبالطيقيا وأحد الأراضي الصغيرة من غندوانا سابقًا) لتشكل التلال في إنجلترا، وايرلندا، وويلز، واسكتلندا وسلسلة الجبال الإسكندنافية. كما استمر تكون الجبال الأكادينية حتى العصر الديفوني (وبالتالي تشكلت أوراسيا). تناقص تدريجي في حركة تكون جبال تاكون. انتهاء الفترة الجليدية في وقت متأخر من هذا العصرة بعد أن بدأت في أواخر العصر الأوردوفيشي. تناقص تدريجي في تكون جبال لاكلان في القارة الاسترالية. - أحداث حيوية : ظهور النباتات الوعائية ومفصليات الأرجل الأرضية: كثيرات الأرجل، وسداسيات الأرجل (بما في ذلك الحشرات)، والعناكب. أنتشار سريع لعريضات الأجنحة. أستمرار رأسيات الأرجل في الازدهار. أنشار الأسماك الفكية الحقيقية في البحار، جنبًا إلى جنب مع قوقعيات الأدمة. أنتشار كثير لكل من المرجان الصفائحي والمتعرج، وعضديات الأرجل (خمسيات الورك، المخطميات، إلخ)، والكيسانيات وزنابق البحر. تنوع ثلاثيات الفصوص والرخويات؛ أما الجرابتوليت فلم كن متنوعة بنفس القدر. ثلاثة انقراضات طفيفة. انقراض بعض شوكيات الجلد. | 438.6 ± 1.0       |
| السيلوري    | اللاندوفري | الإروني    | - أحداث جيولوجية: زادت سماكة طبقة الأوزون. بداية تكون الجبال الكاليدونية (تصادم بين لورنشيا وبالطيقيا وأحد الأراضي الصغيرة من غندوانا سابقًا) لتشكل التلال في إنجلترا، وايرلندا، وويلز، واسكتلندا وسلسلة الجبال الإسكندنافية. كما استمر تكون الجبال الأكادينية حتى العصر الديفوني (وبالتالي تشكلت أوراسيا). تناقص تدريجي في حركة تكون جبال تاكون. انتهاء الفترة الجليدية في وقت متأخر من هذا العصرة بعد أن بدأت في أواخر العصر الأوردوفيشي. تناقص تدريجي في تكون جبال لاكلان في القارة الاسترالية. - أحداث حيوية : ظهور النباتات الوعائية ومفصليات الأرجل الأرضية: كثيرات الأرجل، وسداسيات الأرجل (بما في ذلك الحشرات)، والعناكب. أنتشار سريع لعريضات الأجنحة. أستمرار رأسيات الأرجل في الازدهار. أنشار الأسماك الفكية الحقيقية في البحار، جنبًا إلى جنب مع قوقعيات الأدمة. أنتشار كثير لكل من المرجان الصفائحي والمتعرج، وعضديات الأرجل (خمسيات الورك، المخطميات، إلخ)، والكيسانيات وزنابق البحر. تنوع ثلاثيات الفصوص والرخويات؛ أما الجرابتوليت فلم كن متنوعة بنفس القدر. ثلاثة انقراضات طفيفة. انقراض بعض شوكيات الجلد. | 440.5 ± 1.0       |
| السيلوري    | اللاندوفري | الروداني   | - أحداث جيولوجية: زادت سماكة طبقة الأوزون. بداية تكون الجبال الكاليدونية (تصادم بين لورنشيا وبالطيقيا وأحد الأراضي الصغيرة من غندوانا سابقًا) لتشكل التلال في إنجلترا، وايرلندا، وويلز، واسكتلندا وسلسلة الجبال الإسكندنافية. كما استمر تكون الجبال الأكادينية حتى العصر الديفوني (وبالتالي تشكلت أوراسيا). تناقص تدريجي في حركة تكون جبال تاكون. انتهاء الفترة الجليدية في وقت متأخر من هذا العصرة بعد أن بدأت في أواخر العصر الأوردوفيشي. تناقص تدريجي في تكون جبال لاكلان في القارة الاسترالية. - أحداث حيوية : ظهور النباتات الوعائية ومفصليات الأرجل الأرضية: كثيرات الأرجل، وسداسيات الأرجل (بما في ذلك الحشرات)، والعناكب. أنتشار سريع لعريضات الأجنحة. أستمرار رأسيات الأرجل في الازدهار. أنشار الأسماك الفكية الحقيقية في البحار، جنبًا إلى جنب مع قوقعيات الأدمة. أنتشار كثير لكل من المرجان الصفائحي والمتعرج، وعضديات الأرجل (خمسيات الورك، المخطميات، إلخ)، والكيسانيات وزنابق البحر. تنوع ثلاثيات الفصوص والرخويات؛ أما الجرابتوليت فلم كن متنوعة بنفس القدر. ثلاثة انقراضات طفيفة. انقراض بعض شوكيات الجلد. | 443.1 ± 0.9       |
| الأوردوفيشي | المتأخر    | الهيرنانتي | أقدم | أقدم              |

## المناخ ومستوى سطح البحر
كانت درجات حرارة في السيلوري مستقرة ودافئة نسبيا، على عكس التجلد الشديدة في الأوردوفيشي من قبله، والحرارة الشديدة في الديفوني من بعد. وقد ارتفع مستوى سطح البحر منذ ان كان منخفضا في مرحلة الهيرنانتي وحتى النصف الأول من السيلوري؛ ثم انخفض خلال بقية العصر، على الرغم من تداخل مخطط المقياس الأصغر على هذا الاتجاه العام؛ إلا انه يمكن تحديد خمسة عشر ارتفاع، وقد يكون أعلى مستوى لسطح البحر في السيلوري بحوالي 140 مترا عن أدنى مستوى وصل إليه.
خلال هذا العصر دخلت الأرض في مرحلة طويلة من الدفيئة، بسبب مستويات ثاني أكسيد الكربون العالية التي وصل إلى 4500 جزء في المليون، وغطت البحار الضحلة الدافئة الكثير من الأراضي الاستوائية. وفي بداية السيلوري تقلصت الكتل الجليدية حتى القطب الجنوبي إلى أن اختفت تماما في منتصف السيلوري. وقد شهد العصر استقرارا في المناخ العام الأرض، وانتهاء التقلبات المناخية الغير منظمة. تبين طبقات الأصداف المتكسرة (وتسمى صديفية) دليلا قويا على وجود مناخ تسوده العواصف العنيفة القادمة من أسطح البحار الدافئة. وفي وقت لاحق من السيلوري، بدأ المناخ يبرد قليلا، لكن عند الاقتراب من حدود السيلوري-الديفوني أصبح المناخ أكثر دفئا.[بحاجة لمصدر]

### الاضطرابات
يبدو أن دورة المناخ والكربون كانت غير مستقرة خلال السيلوري، حيث كان فيه تركيز رحلات النظائر أعلى من أي عصر آخر. يمثل كل من حدث إيرفكن وحدث مولدي وحدث لاو رحلة نظائرية بعد انقراض جماعي طفيف ومرتبطة بتغير سريع في مستوى سطح البحر، بالإضافة إلى الانقراض الأكبر الذي حدث في نهاية السيلوري. وكل حدث يترك اثر مماثل في السجل الجيولوجي، حيث تضررت الكائنات البحرية (حرة السباحة) بشدة جيوكيميائيا وبيولوجيا؛ كما تضررت عضديات الأرجل والمرجان وثلاثيات الفصوص ونادرا ما يحدث الانقراض في سلسلة سريعة من الانفجارات المتسارعة.

## الجغرافيا

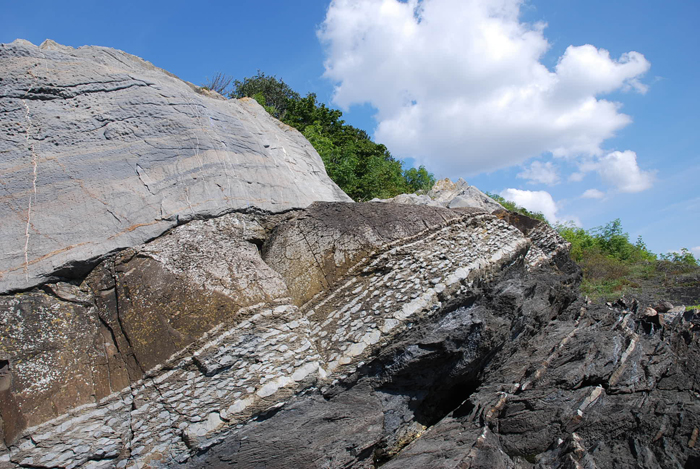
الحدود الأوردوفيشية-السيلورية على هوفيدويا في النرويج، تبين الصخور الطينية للأوردوفيشي المتأخر باللون البني وبعد ذلك طفل لمياه عميقة داكنة في السيلوري. وقد انقلبت هذه الطبقات بسبب التجبل الكاليدوني.

عندما غطت قارة غندوانا العظمى خط الاستواء وجزء كبير من نصف الكرة الجنوبي، احتل محيط كبير معظم النصف الشمالي من الكرة الأرضية. وقد سبب ارتفاع مستويات سطح البحر وتواجد الأراضي المسطحة (مع قليل من الأحزمة الجبلية) عن نشوء عدد من الجزر، وبالتالي ظهور مجموعة غنية ومتنوعة من الأماكن البيئية.
واصلت غندوانا بالانجراف البطيء نحو الجنوب تجاه خطوط العرض الجنوبية المرتفعة، ولكن توجد أدلة على أن القمم الجليدية السيلورية كانت أقل انتشارا من التي كانت في تجلد الأوردوفيشي المتأخر. وخلال هذه الفترة بقيت القارات الجنوبية متحدة. وقد سبب ذوبان الجليد إلى ارتفاع مستوى سطح البحر، ويمكن ملاحظة ذلك الرواسب السيلورية التي تعلو رواسب الأوردوفيشي المتآكلة، وأصبحت غير متوافقة. انجرفت كل من قارة أفالونيا، وبلطيقيا ولورنشيا معا بالقرب من خط الاستواء، لتشكل قارة عملاقة ثانية تعرف باسم أورأمريكا.
عندما اصطدمت قارة أوروبا البدائية بأمريكا الشمالية، تسببت في انطواء الرواسب الساحلية التي كانت متراكمة منذ عصر الكامبري قبالة الساحل الشرقي لأمريكا الشمالية والساحل الغربي لأوروبا. وقد سبب حدث التجبل الكاليدوني بتكون سلسلة من الجبال امتدت من ولاية نيويورك عبر أوروبا الملتصقة وغرينلاند إلى النرويج. وفي نهاية السيلوري، انخفض مستوى سطح البحر مرة أخرى، تاركا أحواض واشية من المتبخرات تمتد من ميشيغان إلى فرجينيا الغربية، وسلسلة جبال جديدة قد تآكلت بسرعة. وتدفق نهر تييس إلى البحر القاري الضحل مسببا تآكل الطبقات للعصر الأوردوفيشي، ومشكلا رواسب لطبقات سيلورية في شمال أوهايو وإنديانا.
غطى المحيط الشاسع لأبو المحيطات معظم نصف الكرة الشمالي. ومحيطات أخرى صغيرة مثل محيط تيثس ذو المرحلتين (تيثس البدائي وتيثس القديم)، ومحيط ريكي، محيط ايبتوس (وهو طريق بحري ضيق بين أفالونيا ولورينتيا)، وبالإضافة إلى محيط أورال الذي تشكل حديثا.

## الحياة القديمة
بعد انقراض الأوردوفيشي-السيلوري حدث تعافي وتطور للعديد من الأصناف الهالكة، حتى أن الكثير منها تجاوز اشعاعات الأوردوفيشي.
وقد وفر المناخ الدافئ الرطب بيئة مفيدة جدا للحياة البحرية ولجميع أنواع الكائنات. أما في الوسط البحري، فإن ثلاثيات الفصوص رغم أنها لم تنقرض، فهي لم تتعافى من انقراض الأوردوفيشي، وبالمقابل تعافت وانتشرت مجموعات أخرى مثل: عضديات الأرجل،
والحزازيات الجماعيات، والرخويات، والهيدرلات، والنوتيانيات (tentaculitoids)، وزنابق البحر وبطنيات القدم، وذوات الصدفتين، والأكريتارك، والجرابتوليت. وهذا الأخير، قد انقرض عمليا في نهاية الأوردوفيشي، كانت قد زادت من 12 نوعا معروفا على قيد الحياة إلى حوالي 60 نوعا خلال أول 5 ملايين عام من السيلوري. وكان تكافل التعايش الداخلي شائعا في الشعاب المرجانية والستروماتوبورويدات.
أقدم حيوانات معروفة تكيفت بالكامل مع الظروف الأرضية ظهرت خلال منتصف السيلوري، ومنها ألفية الأرجل نيوموديسموس نيوماني. وتشير بعض الدلائل أيضا إلى وجود العنكبوتيات المثلثية وكثيرات الأرجل في سحنات السيلوري المتأخرة.
وتبين اللافقاريات المفترسة إلى وجود شبكات غذائية بسيطة في مكان يحتوي على فرائس غير مفترسة. في عام 1990 وقد استنبط «أندرو جيرام» وآخرون من كائنات الديفوني المبكر، أن هناك شبكة غذائية على أساس لم يكتشف بعد لآكلات الحتات ومراعي على الكائنات الدقيقة.

### بيئة المرجان
لم يتغير النظام البيئي البحري كثيراً بسبب الإشعاع في الحياة البحرية، بالرغم من توفر مثوى إيكولوجي. تنوعت بناة الشعاب العضوية، وانتجت شعاب أكبر بكثير من أسلافها التي كانت في عصري الكامبري والأوردوفيشي. وقد تشكلت الشعاب الأولى في السيلوري الأوسط بواسطة الحيوانات الحزازية، وجاء فيما بعد المرجان الصفائحي ومساميات الطبقة (stromatoporid) اللتان تبنيان شعاب صغيرة (بسمك يتراوح بين 5 إلى 10 أمتار وطولها أقل من 3 كلم). وقد كان نجاح هذه الشعاب في منتصف حقبة الحياة القديمة نتيجة للإشعاع التكيفي لكل من الشعاب المرجانية الصفائحية، والمرجانيات المجعدة المستعمرة ومساميات الطبقة. وقدمت الشعاب بيئات مميزة متتابعة:
1. الاستعمار: استعمرت الشعاب المرجانية الصفائحية والمجعدة المناطق الضحلة لتشكل تلالا صغيرة.
2. المرحلة المتوسطة: كانت الأشكال السابقة هشة وشجرية الشكلة، وتم دعمها بأشكال نصف كروية مسطحة من المستعمرات الصفائحية والمجعدة.
3. المرحلة الناضجة: عندما نمت التلال فوق مستوى سطح البحر، شكلت مساميات الطبقة (stromatoporids) والطحالب أحزمة تقاوم حركة الأمواج، كما هي طحالب هذا الوقت في الشعاب الحديثة. ثم احتلت الشعاب الصفائحية والمجعد مساحات المياه الهادئة خلف حواجز البحيرات الشاطئية.

تكشف الأحافير المتراكمة في التجاويف التي خلفتها هياكل الشعاب أن مجموعة كبيرة ومتنوعة من اللافقاريات (مثل عضديات الأرجل، وذوات الصدفتين، وبطنيات القدم، وحيوانات حزازية، وزنابق البحر) قد عاشت هناك، على غرار الشعاب المرجانية الحالية.
في نهاية السيلوري تختفي زنابق البحر. ولكن في الوقت الذي كانت فيه شوكيات الجلد تتجه إلى الاختفاء، كانت مجموعة من المفصليات تمر بطفرة مهمة للظهور مثل: عريضات الأجنحة، المعروف أيضا باسم عقارب البحر. ومجموعة أخرى بدأت في الانتشار، كمقدمة لعصر الديفوني، وهو السمك. وفي السيلوري تعايشت قوقعيات الأدمة (أسماك لافكية ظهرت في الأوردوفيشي) مع لوحيات الأدمة (أولى الأسماك الفكية التي ظهرت في هذا العصر). كما ظهرت القرشيات الشوكية والأسماك الغضروفية.

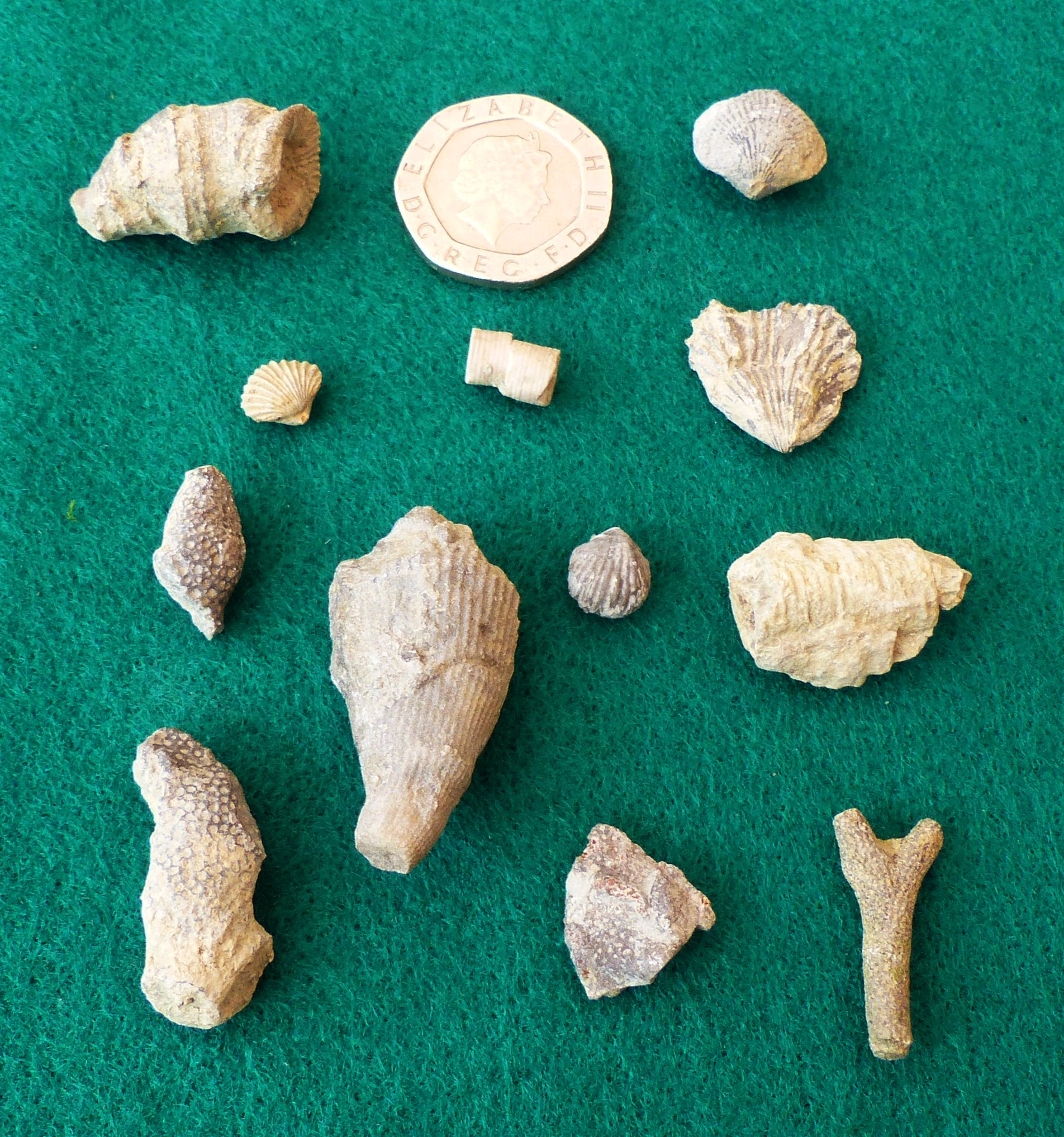
أحافير من قاع البحر السيلوري تم جمعها من محمية ويرن نست الطبيعية، في دودلي المملكة المتحدة.
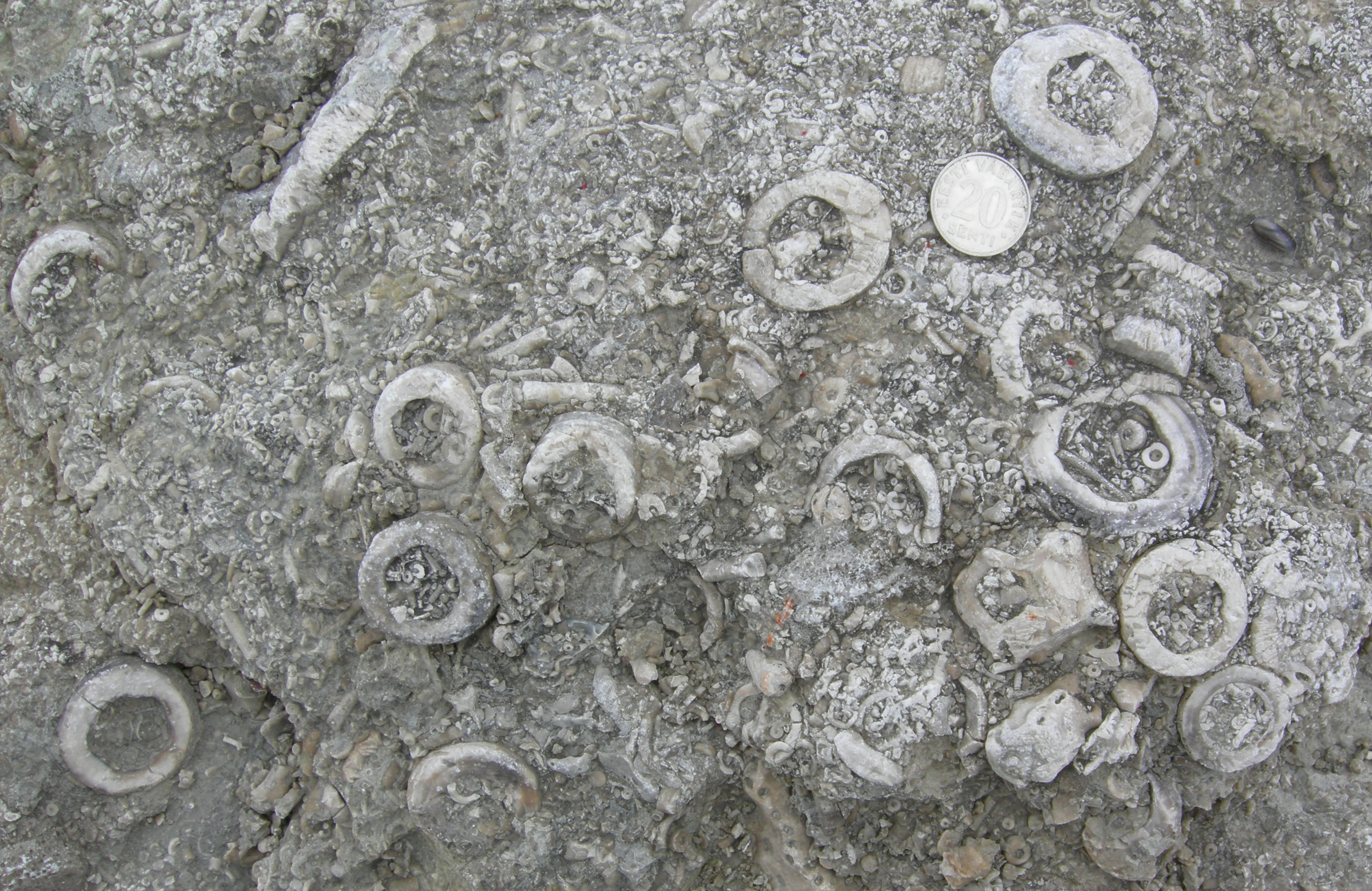
فتات من زنابق البحر في حجر جيري من السيلوري (البريدولي) في سارما، إستونيا.
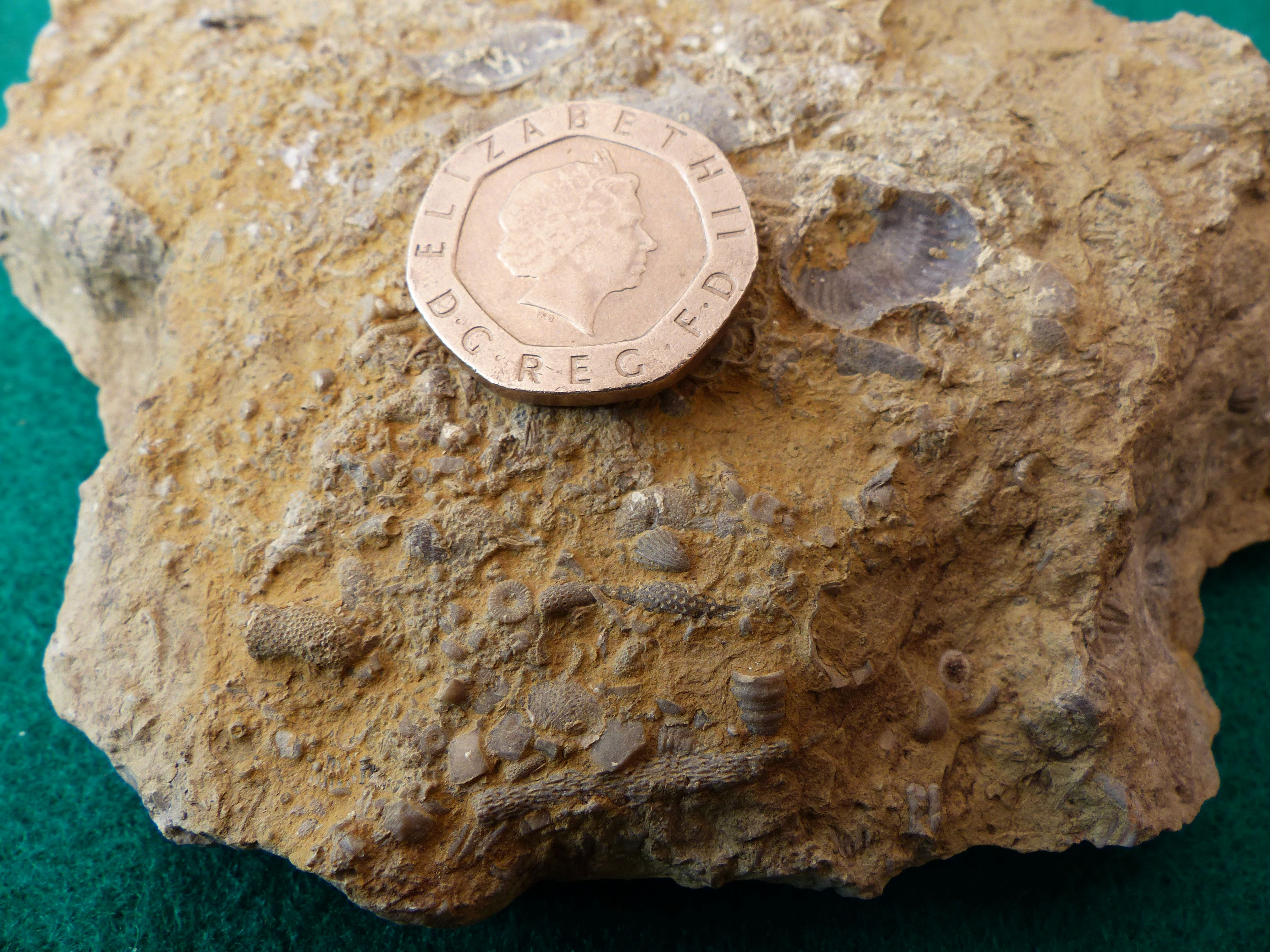
أحافير من قاع البحر السيلوري تم جمعها من محمية ويرن نست الطبيعية، في دودلي المملكة المتحدة.

### بيئة الحيوانات السابحة
لقد كان أكبر تغير في النظم الإيكولوجية المائية هي ظهور حيوانات سباحة جديدة، والكثير منها مفترسة. واستمرت النوتويدات رغم تنوعها المنخفض. وكانت مفصليات عريضات الأجنحة (التي ظهرت في الأوردوفيشي) من أكثر الحيوانات المفترسة التي انتشرت خلال السيلوري. كانت تشبه العقارب الحديثة، ولكن مع ذلك، لم تكن مرتبطة بها ولا مع بقية كلابيات القرون (مثل العناكب والعقارب وسيفيات الذيل والعناكب البحرية، من بين أخرى).وهي من الحيوانات التي تسبح، ويصل طول بعضها إلى مترين والكثير منها لديه كلابيات قوية.

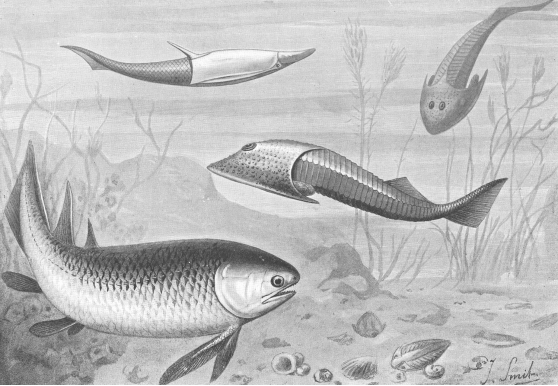
رسم تخيلي لحيوانات السيلوري تحت الماء.
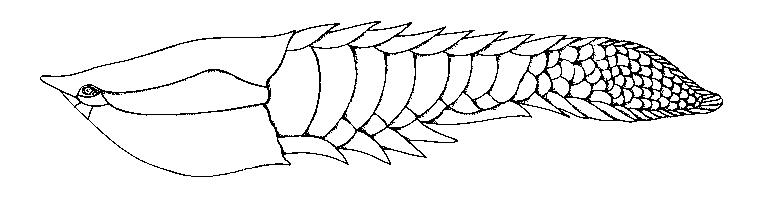
البورسبيس (Poraspis)
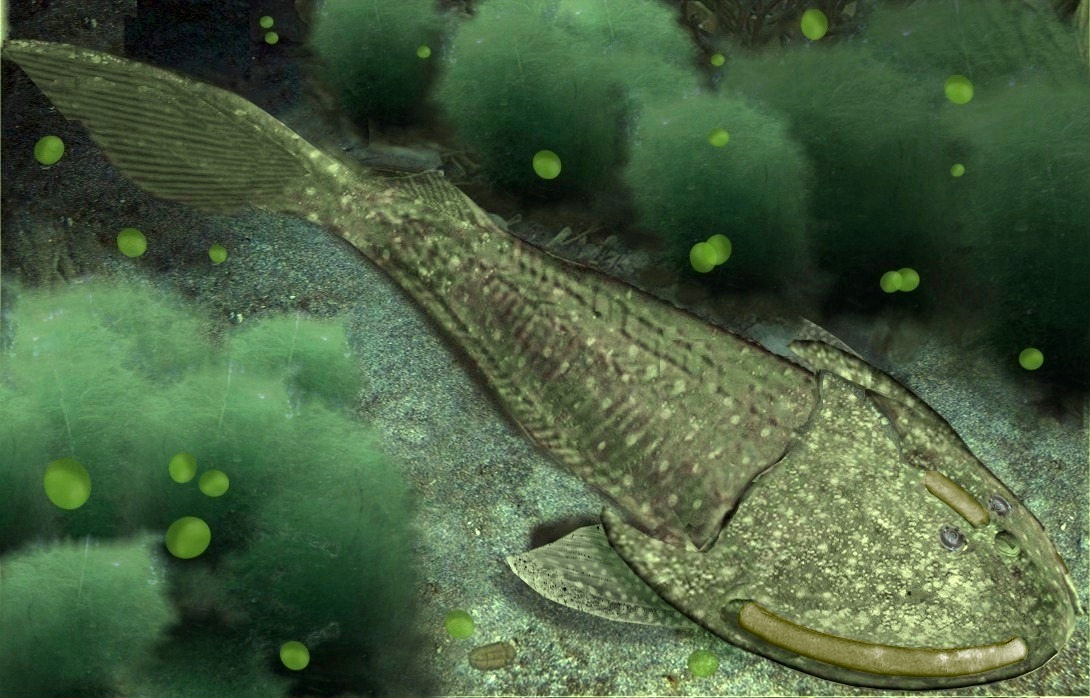
مدرعات الرأس (قوقعيات الأدمة)
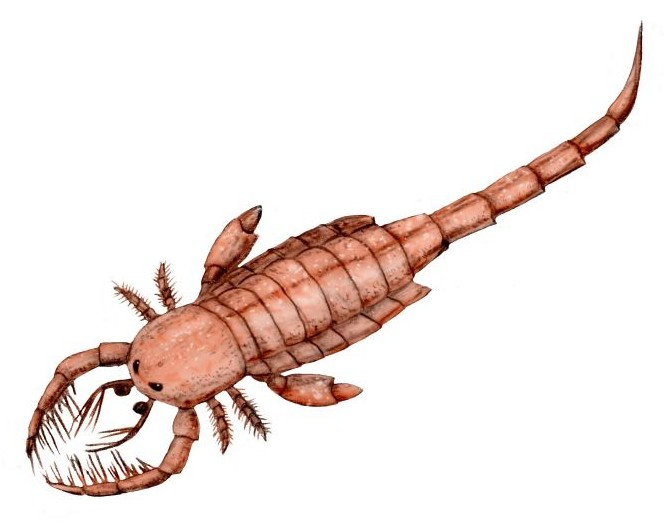
مختلطة الأجنحة
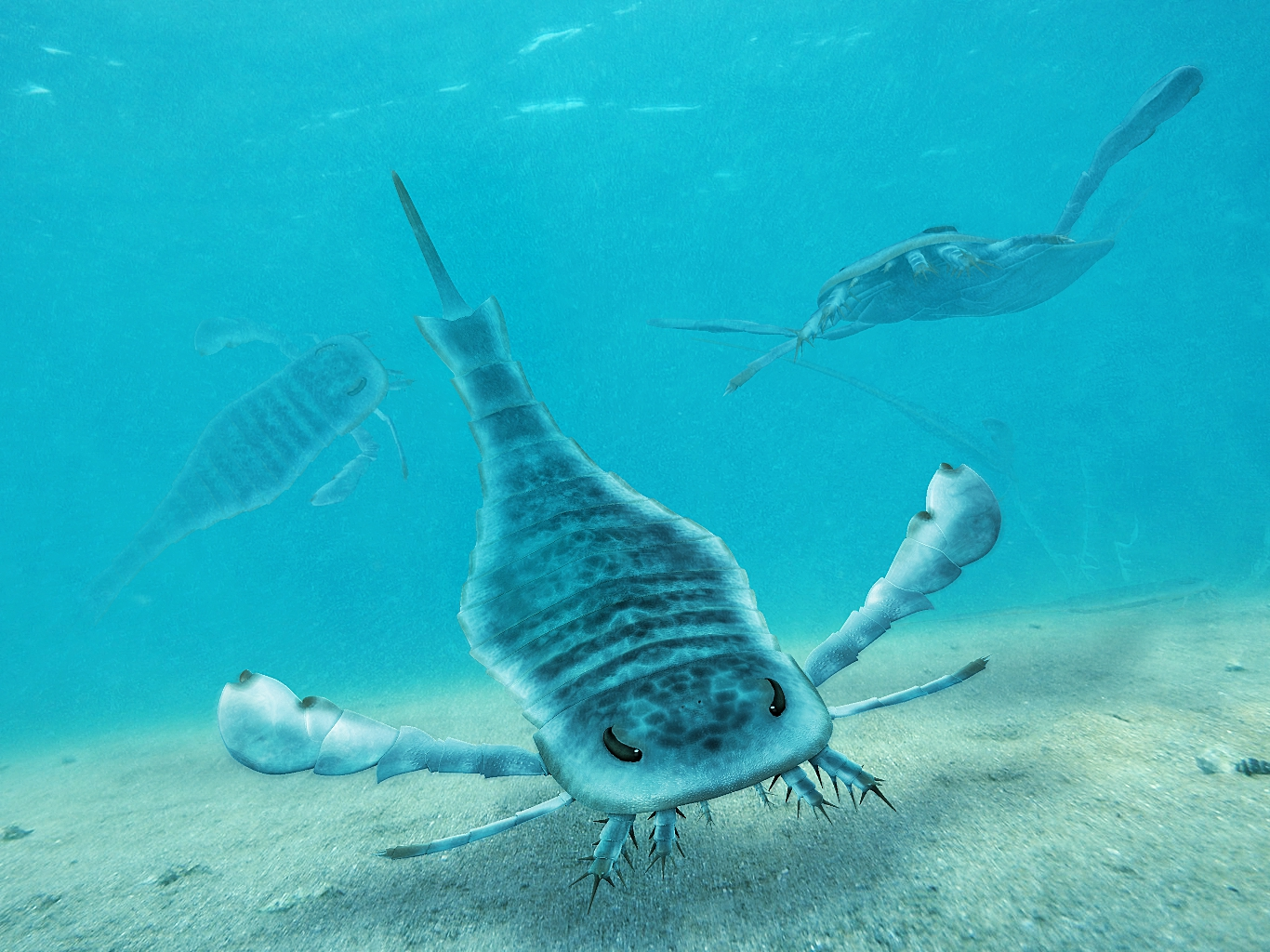
عريضة الأجنحة، أحد أجناس رتبة عريضات الأجنحة الشائعة في السيلوري العلوي.
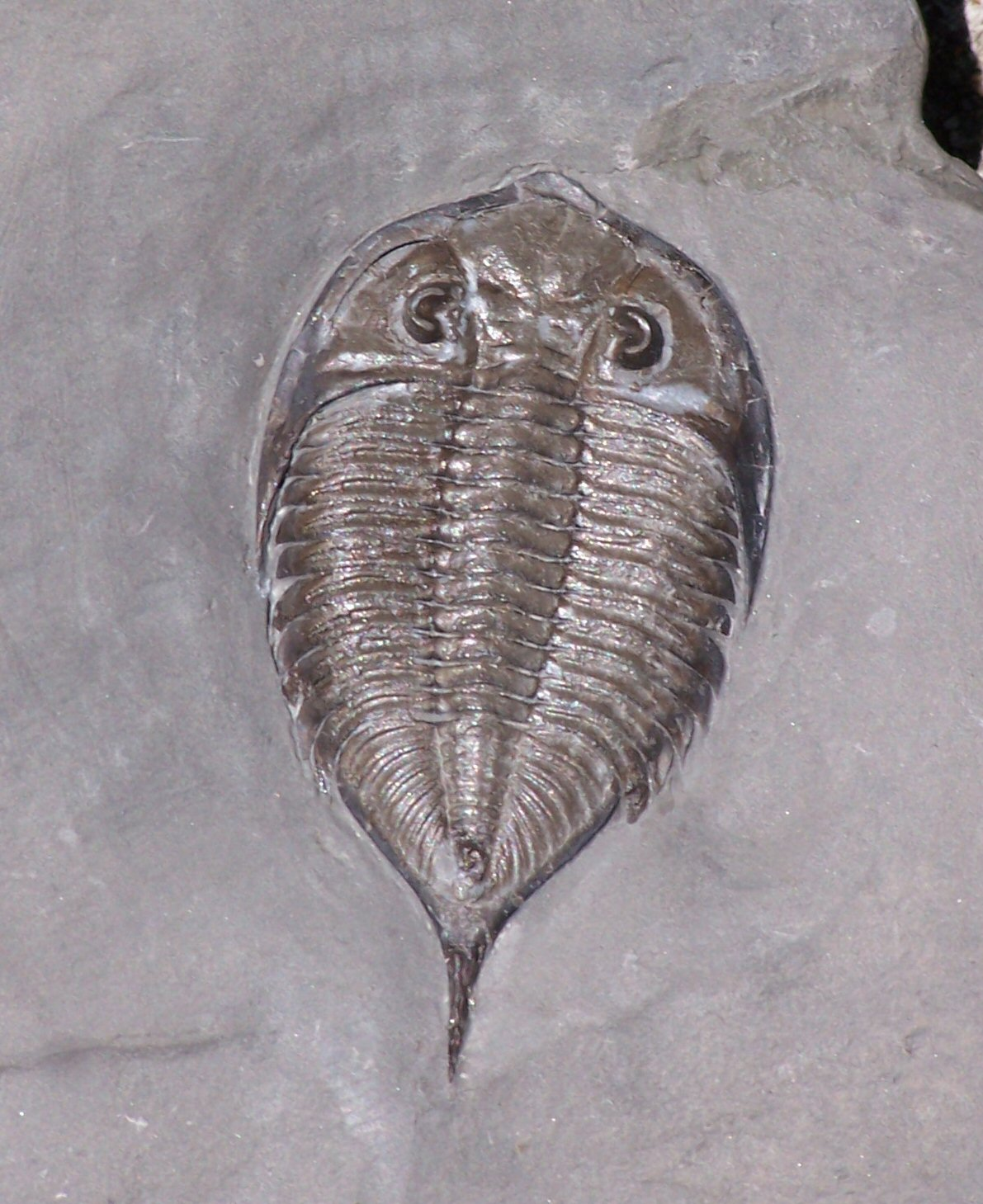
ثلاثية الفصوص
الخطيات

## النباتات القديمة

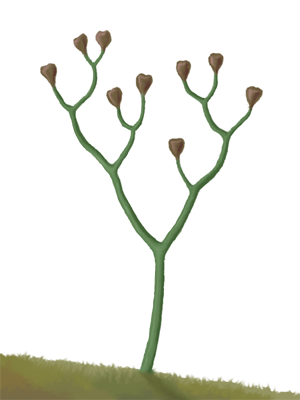
الكوكسونيا أقدم نبات وعائي، من السيلوري الأوسط.

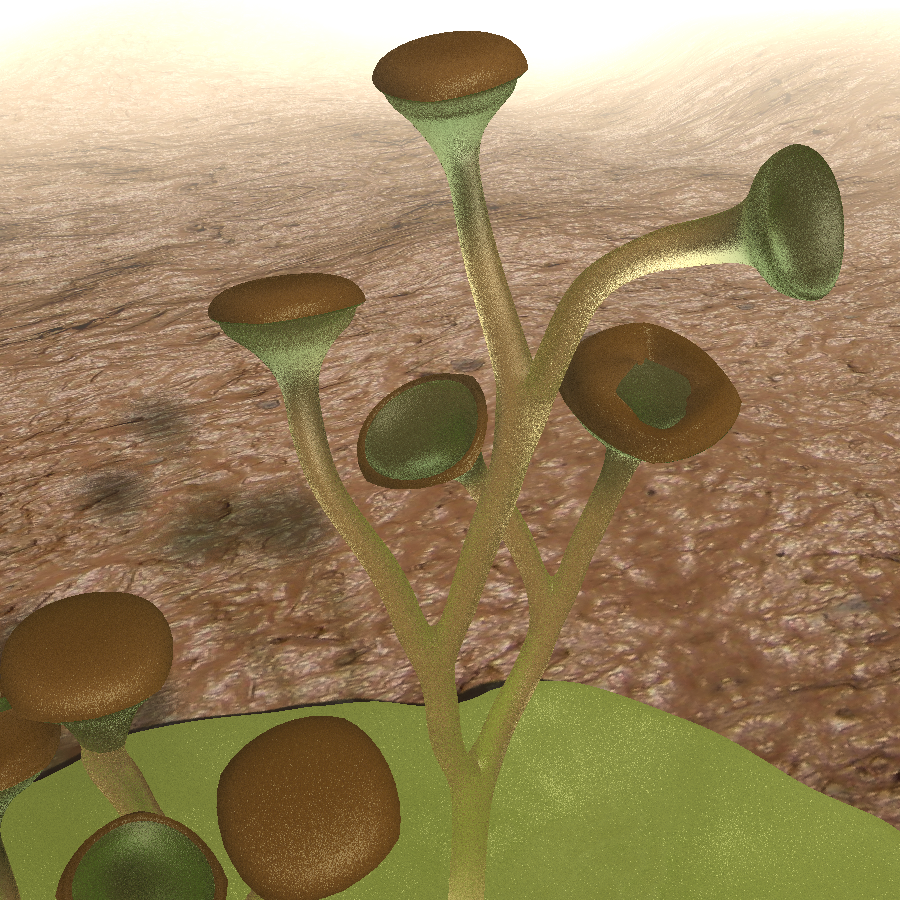
الكوكسونيا.

كانت البيئات الأرضية المائية لعصر ما قبل الكامبري وبداية حقبة الحياة القديمة تسكنها الطحالب التي قد تكون أسلاف النباتات. ولم تكن المناظر الطبيعية بغابات أو أراضي معشبة، بل كانت تتكون من مساحات شاسعة من الصخور القاحلة والتربة مع الدبال. وقد كانت المتطلبات الأساسية لوجود النباتات الأرضية الكبيرة تختلف اختلافًا كبيرًا عن المتطلبات الخاصة للنباتات المائية، فمثلا:
- يجب أن يكون الهواء المتدفق إليها أقل كثافة (لتبقى النباتات منتصبة يجب أن يكون لها ساق قاسي).
- يجب أن ترتكز النباتات الأرضية بواسطة بجذور تخدم بدورها الوظيفة الأساسية للتغذية.
- أن يكون لديها نظام خاص للأوعية لنقل الماء والغذاء من جذورها وآخر لتوزيع التمثيل الضوئي الذي تم تصنيعه في أوراق النبات.

كانت أولى النباتات المنتصبة التي ظهرت على الأرض تفتقر إلى الجذور والأوعية والأوراق، وهذه العوامل هي التي تحدد نجاح ذريتها. وكانت هذه النباتات بشكل أساسي تمتلك سيقان صلبة بسيطة. وقد تم العثور على فتات من هذه النباتات في صخور تعود إلى السيلوري، تبين أنها كانت تعيش بالقرب من المياه. وربما كانت شبه مائية. وتجدر الإشارة إلى أن أول الابتكارات التكيفية لها قبل تطور الجذور والأوراق، كان النسيج الوعائي.
كانت أسلاف جميع نباتات الأرضية عبارة عن طحالب خضراء موجودة في البيئات البحرية من حقبة الطلائع الحديثة. وقد تكيفت بأجهزة تمثيل ضوئي على ضفاف الأنهار، وفي البحيرات العذبة والبرك قبل نهاية الأوردوفيشي وربما أكثر. وكانت المياه العذبة تحتوي على ثاني أكسيد الكربون المذاب الذي تحتاجه، بالإضافة إلى الفوسفات والنترات الضرورية لبناء الجزيئات الضرورية. كانت مشكلتها هي السيطرة على الماء في الخلايا، إذ أن الخلايا كانت مالحة وتميل إلى إخراج المياه العذبة إذا لم تمنعها الجزيئات بحواجز فعالة (جدران سميكة وأقوى). وقد تم حل هذه المشكلة باستغلال البيئات الرطبة الأخرى كالأحواض الموسمية والينابيع التي غمرت بالربيع. كما ساعد تصلب جدران الخلايا في وسط المياه العذبة، إلى تكييفها لتجنب الهواء الجاف والأشعة فوق البنفسجية، وأصبح بإمكانها أن تصمد أمام مواسم الجفاف وتنمو مرة أخرى خلال مواسم الأمطار.
أولى السجلات الأحفورية للنباتات الوعائية، هي النباتات الأرضية التي لها أنسجة تحمل الماء والغذاء، وقد ظهرت في النصف الثاني من عصر السيلوري. وأول هذه المجموعة هي الكوكسونيا. ومعظم الرواسب التي تحتوي على الكوكسونيا هي بحرية في الطبيعة. من المحتمل أن تكون الموائل المفضلة لها هي على طول الأنهار والجداول. ويبدو أن الباراغواناثيا قديمة تقريبا، حيث يرجع تاريخها إلى بداية فترة اللودلو (420 مليون سنة) ولها سيقان متفرعة وأوراق شبيهة بالإبرة يتراوح طولها من 10-20 سم. وتبين هذه النبتة درجة عالية من التطور بالنسبة لعمر بقاياها الأحفورية. وقد تم تسجيل أحافير هذا النبات في كل من استراليا، وكندا والصين. قد تكون نباتات الهوستيميلا القديمة أرضية، وهي معروفة من الأحافير المضغوطة لبداية السيلوري (اللاندوفري). وتشبه كيميائية أحافيرها بتلك الموجودة في النباتات الوعائية المتحجرة، أكثر من الطحالب.

## تكوين الغلاف الأرضي
نسبة الأكسجين في الجو=14 %
نسبة ثاني أكسيد الكربون =4500 جزء في المليون
درجة الحرارة =17 درجة مئوية
ارتفاع سطح البحر = 180 متر مصحوبة بهبوط لمدة فترات قصيرة